# Guiscardo Suardi
Guiscardo Suardi (falecido a 22 de fevereiro de 1282) foi um prelado católico romano que serviu como bispo de Bérgamo (1272–1282).

## Biografia
No dia 8 de julho de 1272, Guiscardo Suardi, membro da família Suardi, foi nomeado durante o papado de Gregório X como Bispo de Bérgamo, onde serviu como bispo até à sua morte a 22 de fevereiro de 1282.
Enquanto bispo, foi o consagrador principal de Berardo Maggi, bispo de Bréscia (1275).